# شوكولاتة تغطية
شوكولاتة التغطية (كوفيرتور Couverture) هي نوع عالي الجودة من أنواع الشوكولاتة، والتي تحوي على نسبة مرتفعة من زبدة الكاكاو تتراوح بين 32-39%. تستخدم شوكولاتة التغطية من أجل تغطية الكعك والتورتة والحلويات مثل برالين وتروفل، بالإضافة إلى استخدامها من أجل تحضير كريمة الشوكولاتة وغيرها المستخدمة للتزيين والديكور في الحلويات.
إن ارتفاع نسبة زبدة الكاكاو بالإضافة إلى التشكيل والتطبيع النهائي الجيد يجعل هذا النوع من الشوكولاتة لماعاً أكثر وذو قوام أطرى، بحيث يسهل إذابتها وتحويلها إلى الشكل السائل المذاب، مما يسهّل بالتالي معالجتها أثناء التحضير.
إن الحلويات المغطاة بالشوكولاتة واسعة الانتشار، حيث تستخدم شوكولاتة التغطية في التغميس والتغطية والقولبة والتزيين.

## اقرأ أيضاً
- كعكة الشوكولاتة